# داریو چراتو
داریو چراتو (انگلیسی: Dario Cerrato؛ زادهٔ ۲ سپتامبر ۱۹۵۱) راننده رالی اهل ایتالیا بود. او در سه رویداد رالی قهرمانی جهان بر روی سکو رفت و پنج بار قهرمان رالی قهرمانی ایتالیا شد.

## سکوهای رالی قهرمانی جهان
| سال  | رالی        | نقشه‌خوان  | خودرو                      | تعداد |
| ---- | ----------- | --------- | -------------------------- | ----- |
| ۱۹۸۶ | رالی سانرمو | جوزپه سری | لانچیا دلتا اس۴            | دوم   |
| ۱۹۸۸ | رالی سانرمو | جوزپه سری | لانچیا دلتا اینترگریل      | سوم   |
| ۱۹۹۱ | رالی سانرمو | جوزپه سری | لانچیا دلتا اینترگریل وی۱۶ | سوم   |

## دیگر افتخارات
- رالی قهرمانی اروپا
  - ۲ برد (۱۹۸۵, ۱۹۸۷)
- رالی قهرمانی ایتالیا
  - ۵ برد (۱۹۸۵, ۱۹۸۶, ۱۹۸۸, ۱۹۸۹, ۱۹۹۰, ۱۹۹۱)